# RP Motorsport
A RP Motorsport é uma equipe italiana de automobilismo fundada em 1998, que es´ta sediada em Piacenza. Seus chefes são os italianos Fabio Pampado e Charles Francis Roscio. Niccolò Schirò venceu a Eurofórmula Open em 2012 com a RP Motorsport.